# Birkenhead Park
Birkenhead Park er en offentlig park i centrum af Birkenhead i England, som ligger på den ene bred af floden Mersey; på den anden bred ligger byen Liverpool. Den er tegnet af Joseph Paxton og åbnede den 5. april 1847. Det er alment accepteret, at parken er den første offentlige by-park i verden. Joseph Paxton tegnede – før Birkenhead Park – Princes Park i Liverpool, men denne var ved sin opførelse et privat foretagende. Der er desuden enighed omn, at den amerikanske landsskabsarkitekt Frederick Law Olmsted indførte mange af parkens kendetegn i sin planlægning af Central Park i New York City. Han skrev om Birkenhead Parks stærke indvirkning på ham i sin bog Walks and Talks of an American Farmer in England:
| Citat | Fem minutters beundring og flere andre, brugt på at studere den måde, hvorpå kunst var blevet anvendt for at opnå fra naturen så megen skønhed, og jeg var rede til at indrømme, at i det demokratiske Amerika var ingenting, der kunne tænkes som værende sammenligneligt med denne folkets park. | Citat |
|       | |       |

Olmsted kommenterede også på perfektionen i gartnerarbejdet i parken:
| Citat | Jeg kan slet ikke beskrive omfanget af den så megen smag og de så store evner, som det tydeligvis havde krævet; jeg vil blot fortælle dig, at vi bevægede os ad snoede stier, over vidder med konstant varierende overflader, hvor der til alle sider voksede enhver art af planter og blomster med mere end naturlig skønhed; alle var de placeret i de grønneste, tætteste beplantninger og alle holdt med perfekt sirlighed. | Citat |
|       | |       |

Olmsted beskrev desuden Birkenhead som en "forbilledlig by", som var bygget "i overensstemmelse med den avancerede videnskab, smag og nybyggerånd, som nødvendigvis må kendetegne det nittende århundrede". Blandt de andre parker, som er influeret af Birkenhead Park, er Sefton Park i Liverpool.

### Engelsksprogede
- Olmsted, Frederick Law, Walks and Talks of an American Farmer in England (optrykt af University of Michigan Press, 1967)